# Oskar Picht
Oskar Picht, född den 27 maj 1871 i Pasewalk, Pommern, död den 15 augusti 1945 i Rehbrücke, var en tysk blindpedagog.
Picht anställdes 1899 som lärare vid blindinstitutet i Steglitz och blev dettas bibliotekarie. Som sådan intresserade han ett stort antal personer – slutligen ända till 500 – för att handtrycka böcker med blindskrift och konstruerade en apparat, på vilken man trycker omkring 4 gånger så fort som på de förut vanliga samt slipper skriva bokstäverna baklänges. För enskilda blinda fann apparaten mycken användning, men till följd av sin dyrhet mindre i skolor. Picht blev 1912 direktör vid provinsialblindanstalten i Bromberg. Åren 1920–1933 var han direktör för  blindinstitutet i Steglitz.